# Šawqī ʿAbd al-Amīr
Šawqī ʿAbd al-Amīr (Chawki Abdelamir - Chowki Abdelamir - arabe : عبد الأمير, شوقي), né le 12 septembre 1949 à Nassiriya, est un poète, traducteur et journaliste irakien.

## Œuvres
- Fœtus et chiffons du désert, trad. de Abdella Mraci, ill. d’Al Masoudi, Paris, Éditions Maisonneuve & Larose, 1978, 72 p.  (ISBN 2-7068-0657-5)
- Mudun al-duẖẖān al-bašarī, Paris, Éditions Maisonneuve & Larose, 1979, 97 p.  (ISBN 2-7068-0778-4)
- Parole du Qarmate, trad. de Mohammed Kacimi el Hassani et Eugène Guillevic, Paris - Orbey, France, Éditions Arfuyen, coll. « Cahier », 1987, 32 p. (BNF 34953791)
- Épi des terres païennes, trad. de Bernard Noël et l’auteur, Asnières-sur-Oise, France, Éditions Royaumont, coll. « Cahiers de Royaumont », 1990, 53 p.  (ISBN 2-905271-27-2)
- La Pierre d’après le déluge [« Ḥaǧar mā ba ̀da al-ṭūfān »], trad. de Philippe Delarbre et l’auteur, lavis de Colette Deblé, Le Chambon-sur-Lignon, France, Cheyne éditeur, coll. « Poèmes pour grandir », 1990, 54 p.  (ISBN 2-903705-50-X)
- Ababyl [« Abā̄bīl »], trad. de Mohamed Kacimi et Bernard Noël, peintures de Anne Slacik, Pully, Suisse, PAP, 1993, 93 p.  (ISBN 2-88366-024-7)
- Lieux sans terre [« Abā̄bīl »], trad. de l’auteur avec Alain Jouffroy, Paol Keineg, Bernard Noël, Michel Bulteau, Philippe Delarbre, peintures de Bernard Pierron, Pully, Suisse, PAP, 1997, 93 p.  (ISBN 2-88366-029-8)
- L’Obélisque d’Anaïl, trad. de Michel Bulteau, Philippe Delarbre, Eugène Guillevic... [et al.], avec l'auteur, Paris, Mercure de France, 2003, 283 p.  (ISBN 2-7152-2387-0)
- Attenter à la mort, trad. de Philippe Delarbre, Arles, France, Actes Sud, coll. « Babel », 2016, 90 p.  (ISBN 978-2-330-03504-4)

## Distinctions
- Chevalier de l'ordre des Arts et des Lettres (2023)